# Micha’el Ben Dawid
Micha’el Ben Dawid (hebr. ‏מיכאל בן דודur‎; ur. 26 lipca 1996) – izraelski piosenkarz. Reprezentant Izraela w 66. Konkursie Piosenki Eurowizji (2022).

## Życiorys
Jest drugim z sześciorga dzieci. Jego rodzice są gruzińskimi żydami, którzy wyemigrowali do Izraela z Ukrainy. W młodym wieku zaczął brać lekcje śpiewu i studiować taniec pod opieką choreografa Oza Moraga. Pracował jako śpiewający kelner w barze w Tel Awiwie. Po odbyciu obowiązkowej służby wojskowej uczęszczał do Beit Zvi School of Performing Arts, którą ukończył w 2020.
W październiku 2021 wziął udział w przesłuchaniach do czwartego sezonu programu The X Factor Israel, stanowiącego zarazem krajowe eliminacje do Konkursu Piosenki Eurowizji. Po udanym przesłuchaniu dołączył do drużyny Netty, ostatecznie 5 lutego zwyciężył z utworem „I.M” w finałowym odcinku talent show, zostając reprezentantem Izraela w 66. Konkursie Piosenki Eurowizji.

## Eurowizja
12 maja wystąpił w drugim półfinale 66. Konkursu Piosenki Eurowizji z piosenką "I.M". Nie zakwalifikował się do finału.

## Życie prywatne
Jest gejem. Gdy w wieku 16 lat ujawnił się swojej rodzinie jako homoseksualista, nie akceptowała go pobożnie religijna matka. Dawid tłumaczył: Nie chciała, żebym był inny, żebym nie cierpiał.